# Rosalba Carriera
Rosalba Carriera (Venezia, 12 gennaio 1673 – Venezia, 15 aprile 1757) è stata una pittrice e ritrattista italiana, nonché miniaturista su avorio.
È ricordata per aver introdotto i ritratti a pastello e per la sua copiosa produzione. L'artista ottenne riconoscimenti in tutta Europa, al punto che a commissionarle ritratti, oltre che principi e principesse, vi fu il re di Francia Luigi XV.
Le opere che più destano la curiosità sono la serie dei suoi autoritratti, alcuni dei quali sono conservati a Venezia al Museo del Settecento a Ca' Rezzonico, mentre altri fanno parte di altre collezioni, come l'autoritratto del 1740, della Collezione reale di Windsor; altre opere sono esposte alla Pinacoteca di Dresda «Alte Meister».

## Biografia

### I primi anni
Rosalba Carriera nasce a Venezia il 12 gennaio 1673 da Andrea Carriera, cancelliere presso la Serenissima e Alba Foresti, abile merlettaia. Con le sue sorelle Giovanna (1675-1737) e Angela (1677-1760) ricevere un'ottima educazione che, oltre a letteratura, poesia e musica (violino) prevede anche lo studio di francese e inglese. Secondo alcune fonti, le sue doti artistiche vengono notate grazie ai disegni che elabora per i merletti materni. La famiglia decide di sviluppare questa sua abilità inviandola prima nello studio del pittore Giuseppe Diamantini, poi da Antonio Balestra.

### La carriera come ritrattista

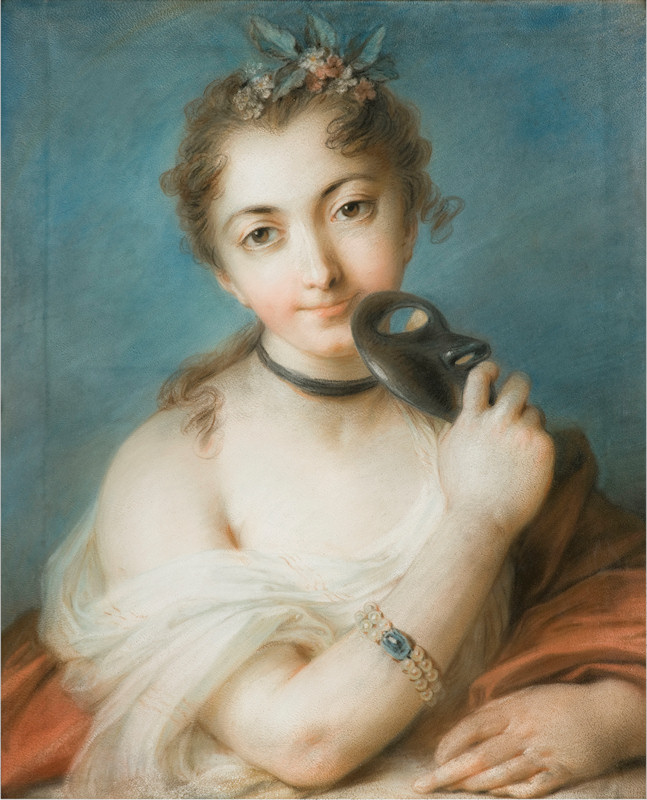
Ritratto femminile con maschera (Fondazione Cariplo)

Comincia la sua carriera artistica e pittorica dipingendo sulle tabacchiere figure mitologiche femminili e dame, che avranno fortuna come miniature su avorio.
Intorno al 1703 appaiono i suoi primi lavori a pastello, tecnica che la renderà famosa in tutta Europa. Nel 1705, grazie anche all'intermediazione del suo amico Cristiano Cole, è accettata all'Accademia di San Luca a Roma, con l'opera Fanciulla con colomba.
La sua fama cresce rapidamente e nel 1708 esegue il ritratto di Federico IV di Danimarca che per alcuni mesi soggiorna a Venezia, mentre è dell'anno seguente un suo autoritratto divenuto molto noto perché conservato presso la Galleria degli Uffizi.
Con una reputazione già solida alle spalle, nel 1720 parte per Parigi insieme al cognato Giovanni Antonio Pellegrini, che avrà molta influenza sul suo stile pittorico, e la sorella Giovanna. È ospite di Pierre Crozat, amico di Antoine Watteau e noto estimatore di quadri, che diventa anche suo amico. Durante il suo soggiorno parigino, che dura un anno e mezzo, realizza circa una quarantina di ritratti di cui il più noto è quello del giovane Luigi XV, attualmente conservato presso il Gemäldegalerie Alte Meister di Dresda.

### Il successo di una figura a tutto tondo

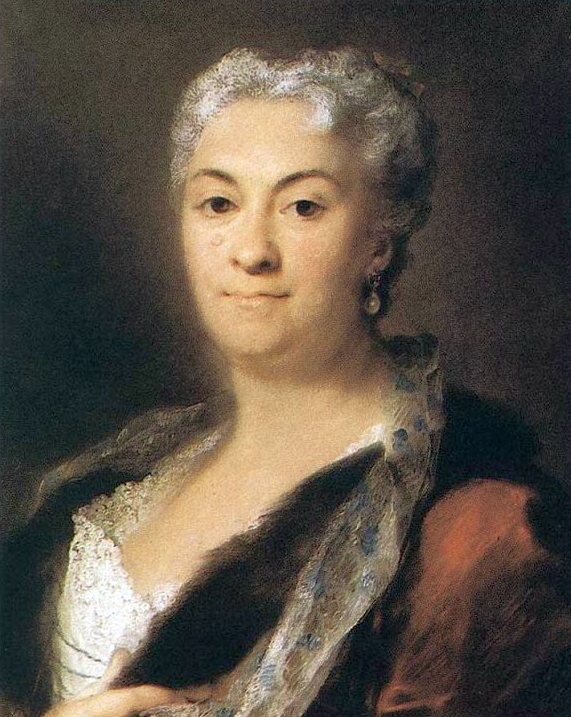
Ritratto di anziana signora

Rosalba Carriera conquista la Capitale francese. Ammirata dai contemporanei per il suo eclettismo, è anche apprezzata come conversatrice, cantante e musicofila. Si discosta decisamente dallo stereotipo femminile, tuttora imperante nell'immaginario collettivo, della dama settecentesca tutta frivolezze, tanto da creare lei stessa una sorta di circolo a cui appartengono personaggi illustri dell'ambiente artistico e letterario.
È lei a lanciare la moda dei ritratti a pastello nella capitale francese, grazie anche ai commenti favorevoli del pittore Maurice Quentin de La Tour inerenti alla sua opera Jeune fille tenant une couronne de laurier, nymphe de la suite d'Apollon presentata in occasione della sua elezione all'Académie royale de peinture et de sculpture. La nomina avviene il 26 ottobre 1720 ed è considerato un evento particolarmente importante, non solo per il prestigio dell'accademia, ma anche perché sono ormai quasi quarant'anni che una donna non viene eletta all'Accademia reale di pittura e scultura di Parigi.
Pochi anni dopo, nel 1723 è invitata a Modena dal duca Rinaldo d'Este per realizzare alcune opere tra cui i ritratti delle sue figlie. Nel 1725 dipinge una delle sue opere più conosciute, una Madonna oggi conservata presso il Museo del Settecento veneziano. Quello è anche l'anno in cui inizia a dipingere le Quattro stagioni per il diplomatico inglese Joseph Smith. Smith possiede già circa una ventina di pastelli della Carriera e l'artista spedisce in Inghilterra prima la Primavera e l'Autunno e solo in un secondo tempo l'Estate e l'Inverno. I quadri entrano nella collezione reale inglese nel 1762 e Giorgio III fa appendere proprio l'Estate e l'Inverno nella sua camera da letto di Buckingham Palace.
Commissioni importanti arrivano da tutta Europa e tra maggio e ottobre 1730 Rosalba Carriera si reca a Vienna, chiamata dall'imperatore Carlo VI per eseguirne il ritratto, oggi perduto. Durante la sua permanenza nella capitale austriaca realizza anche il ritratto di Metastasio e di Daniele Antonio Bertoli (1677-1743), artista riconosciuto presso la corte imperiale.

### Il declino e la morte
Nel 1746 la celebre ritrattista è colpita da una malattia agli occhi. Quello sarà il suo ultimo anno di lavoro: nonostante l'età ormai avanzata non si rassegna e si fa operare la cataratta nell'agosto 1749, ma dopo un breve miglioramento alcune complicazioni aggravarono la sua cecità, fino a farla divenire totale cieca nel 1750.
Rosalba Carriera muore a Venezia il 15 aprile 1757. Viene sepolta nella vecchia Chiesa di San Vio, situata nel "suo" sestiere di Dorsoduro.

## La critica
A livello critico, è sottovalutata decisamente da Anton Maria Zanetti nel suo trattato del 1771, lo stesso che usa parole di encomio per la pittrice nel 1733, e da Luigi Antonio Lanzi nel 1795. Dopo la condanna senza appello da parte di Adelmo Damerini nel 1928, fu Roberto Longhi che finalmente nel 1946 traccia un profilo dell'artista completo e valido.

## Tecnica e stile pittorico

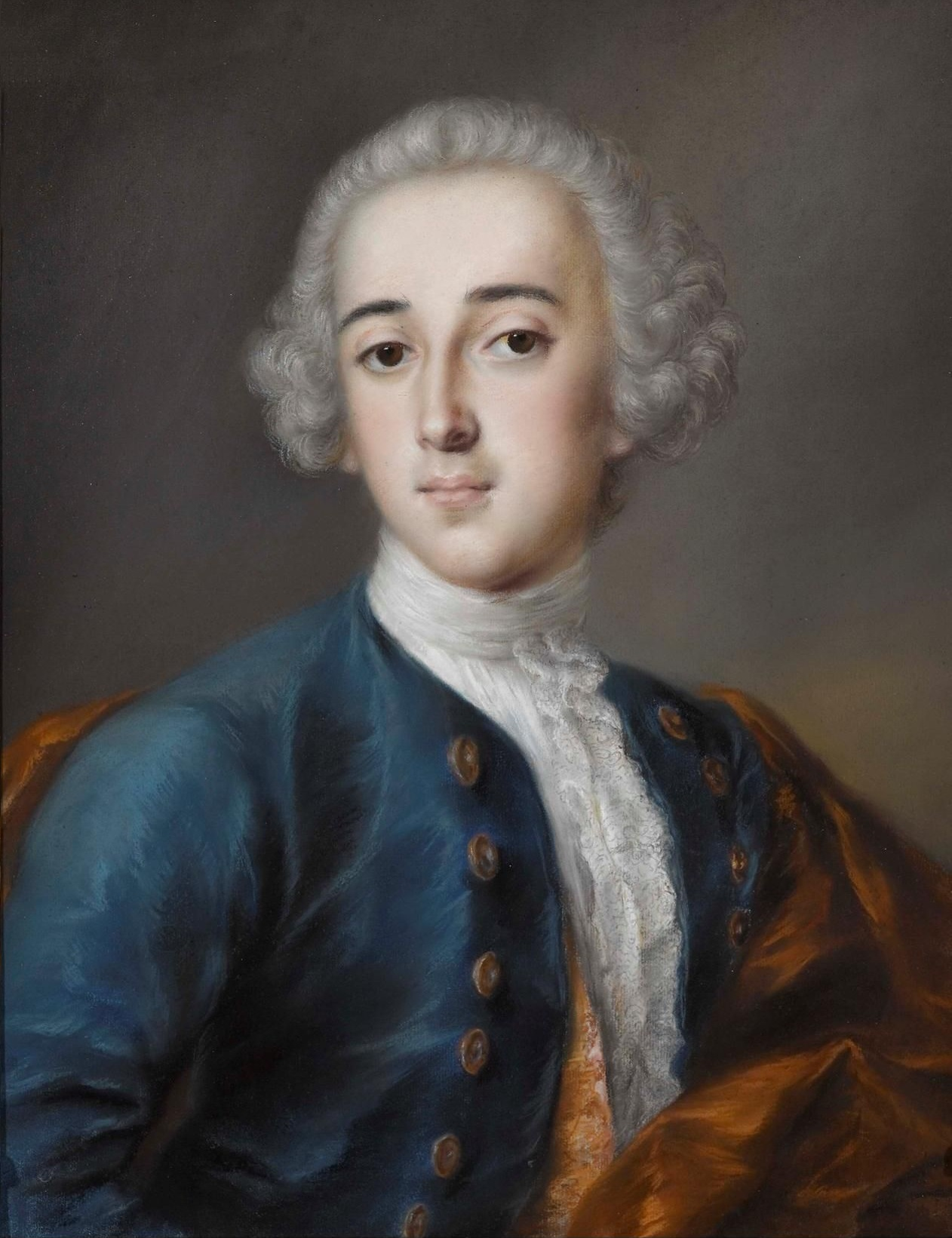
Ritratto di giovane uomo, 1745.

All'inizio della carriera, l'artista dipinge dame graziose, contadine e figure allegoriche femminili su osso e avorio, supporti destinati a decorare le tabacchiere e i cofanetti per i gioielli e i nei finti.
Rosalba Carriera è la prima artista ad utilizzare l'avorio nelle miniature conferendogli quella lucentezza che caratterizza le sue opere. È inoltre la prima a non seguire le regole accademiche che stabiliscono che la miniatura debba essere realizzata con tratti e punti brevi e ben amalgamati: Carriera invece vi traspone il tratto veloce caratteristico della pittura veneziana.
La peculiarità della Carriera è quella di saper scrutare il volto di chi le sta di fronte, leggerlo in tutti i suoi particolari, capirlo e riuscire a trasporre con la pittura ciò che vede, tutto incorniciato da un profondo realismo come in Ritratto di signora anziana in cui dipinge in modo evidente il porro della signora, ritratta molto dolcemente.
Questi autoritratti rivelano uno sviluppo psicologico e morale della persona, dalla giovinezza e gioia del primo autoritratto del 1709, conservato agli Uffizi, che rappresenta sé stessa mentre dipinge la sorella, fino a giungere all'ultimo del 1746, quello della "tragedia", dove si rappresenta con un volto molto invecchiato e impassibile, triste e duro (inoltre indossa una corona di alloro) ad indicare lo stato d'animo dell'artista che si ritrasse proprio dopo l'operazione agli occhi.

## L'atelier
Per il lavoro nell'atelier - bottega dell'artista, necessario per rispondere alle numerose commissioni, Carriera si affidava a varie collaboratrici donne, tra cui le sorelle, Felicita Sartori, sua allieva prediletta, e Marianna Carlevarijs, entrambe pittrici.

## Riconoscimenti

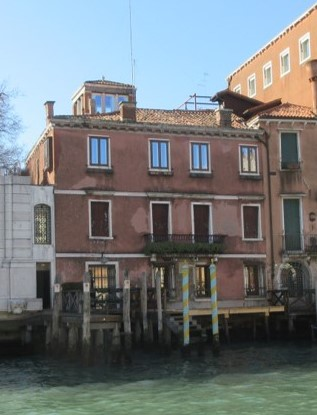
Casa Rosalba Carriera

Diverse città italiane la ricordano nell'odonomastica locale, intitolandole varie strade urbane. Il Comune di Padova le dedica una strada nel Quartiere 2 Nord. Torino le intitola una via, nel quartiere Pozzo Strada. A Napoli, nel quartiere Barra, vi è una strada che porta il suo nome. Vie a lei intitolate sono presenti anche a Milano, Adria e Chioggia.

Sulla facciata della casa in cui ha vissuto è stata posta una lapide che recita:
Tra gli anni ottanta e novanta del Novecento, quando s'ipotizza il progetto della lira pesante, in una delle bozze realizzate per la "lira nuova" si vede la banconota da 1 lira, che avrebbe dovuto recare l'effigie della pittrice veneta.

## Nella cultura di massa
Rosalba Carriera è la protagonista del romanzo Il segreto nello sguardo di Valentina Casarotto (2012), nonché una dei protagonisti del romanzo Le leggi del tempo di Andrea Perego (2016). Appare anche nel romanzo di Matteo Strukul Il ponte dei delitti di Venezia (2023).

## Galleria d'immagini

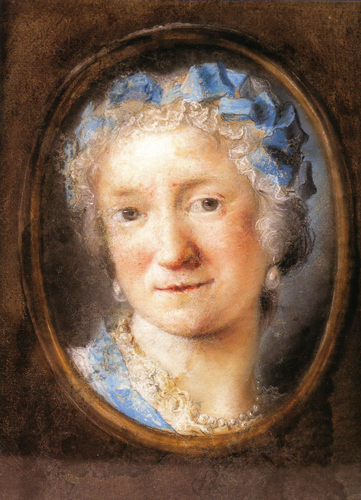
Autoritratto (estate)
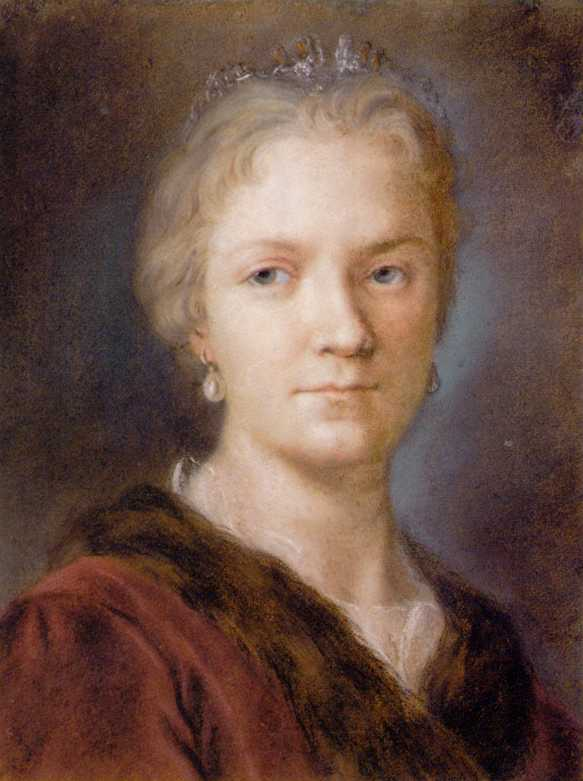
Autoritratto
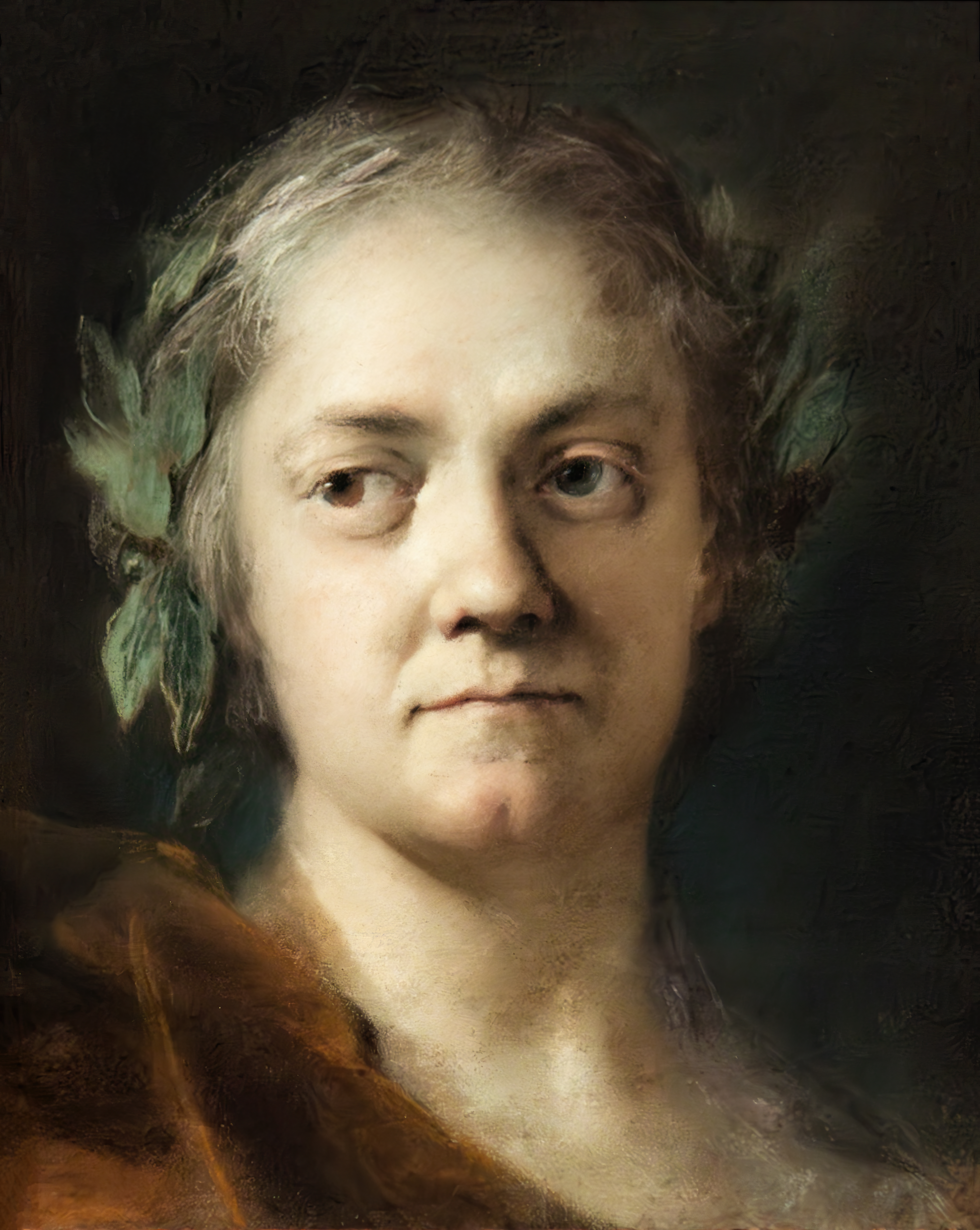
Autoritratto
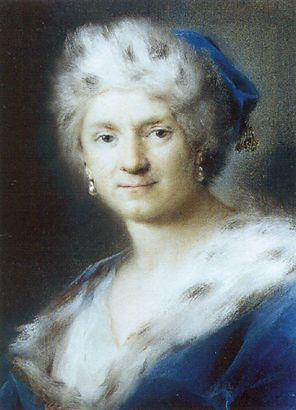
Autoritratto (inverno)
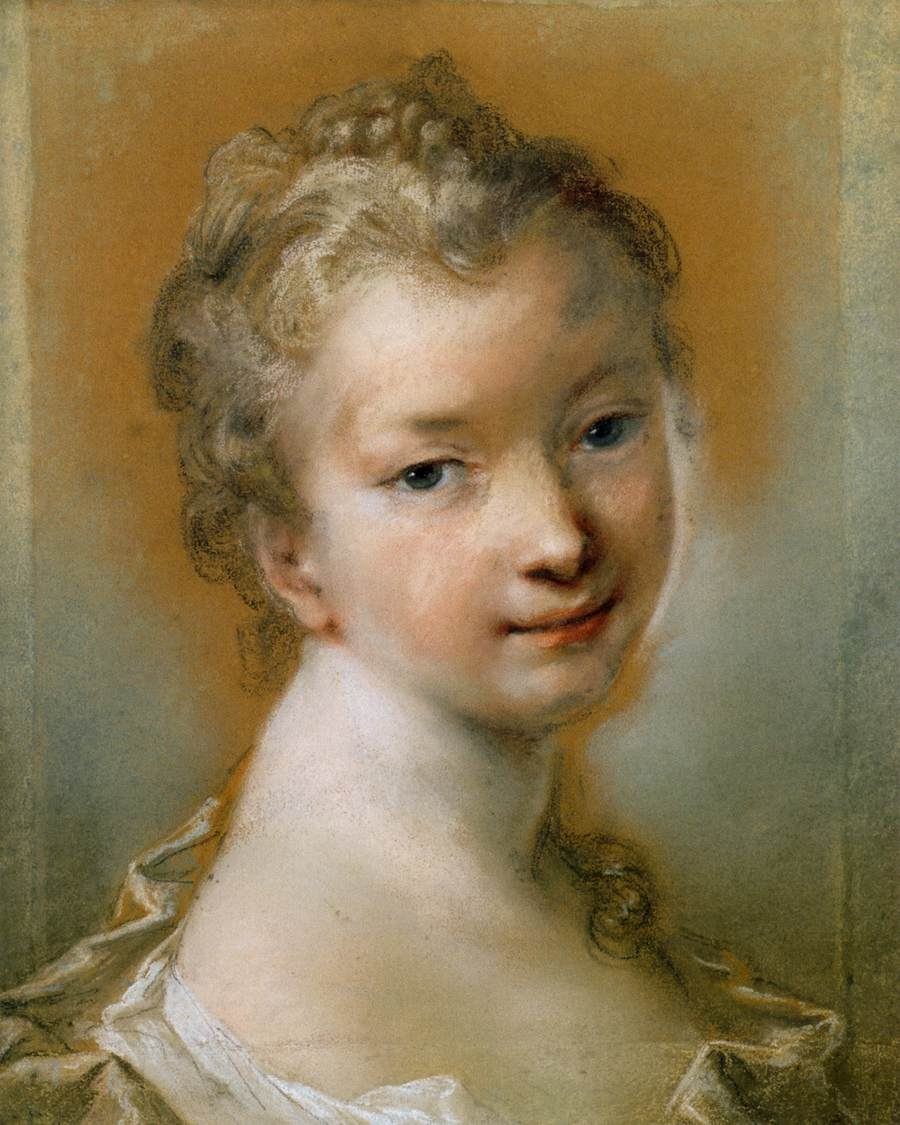
Giovane ragazza
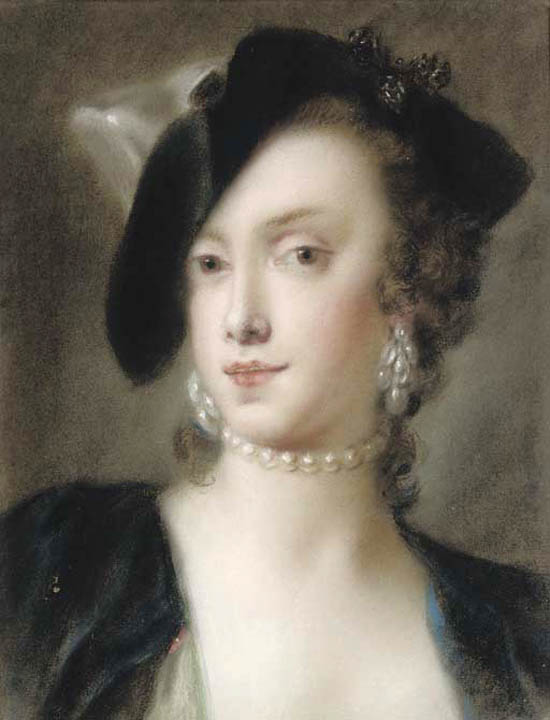
Caterina Sagredo Barbarigo
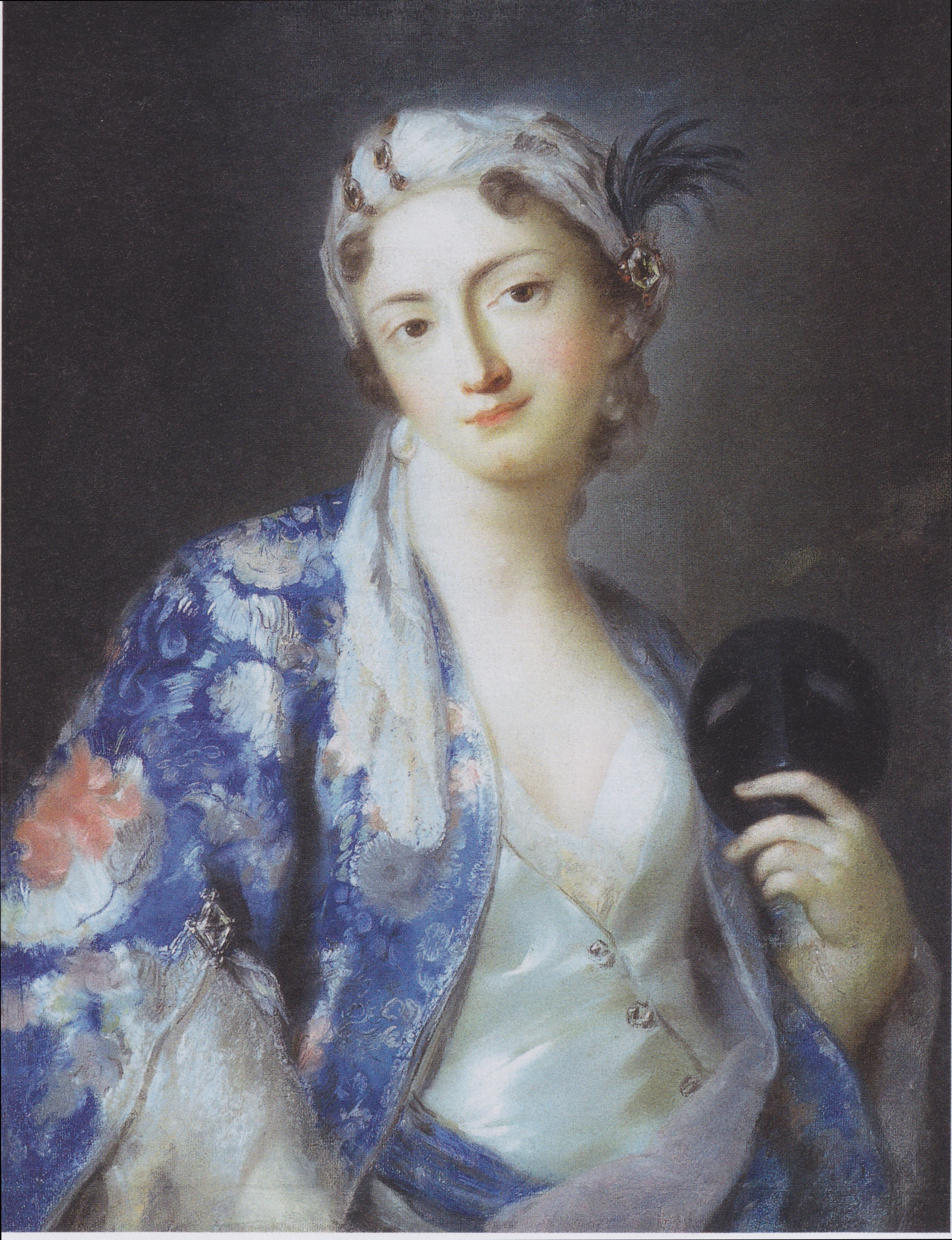
Felicita Sartori con vestito turco
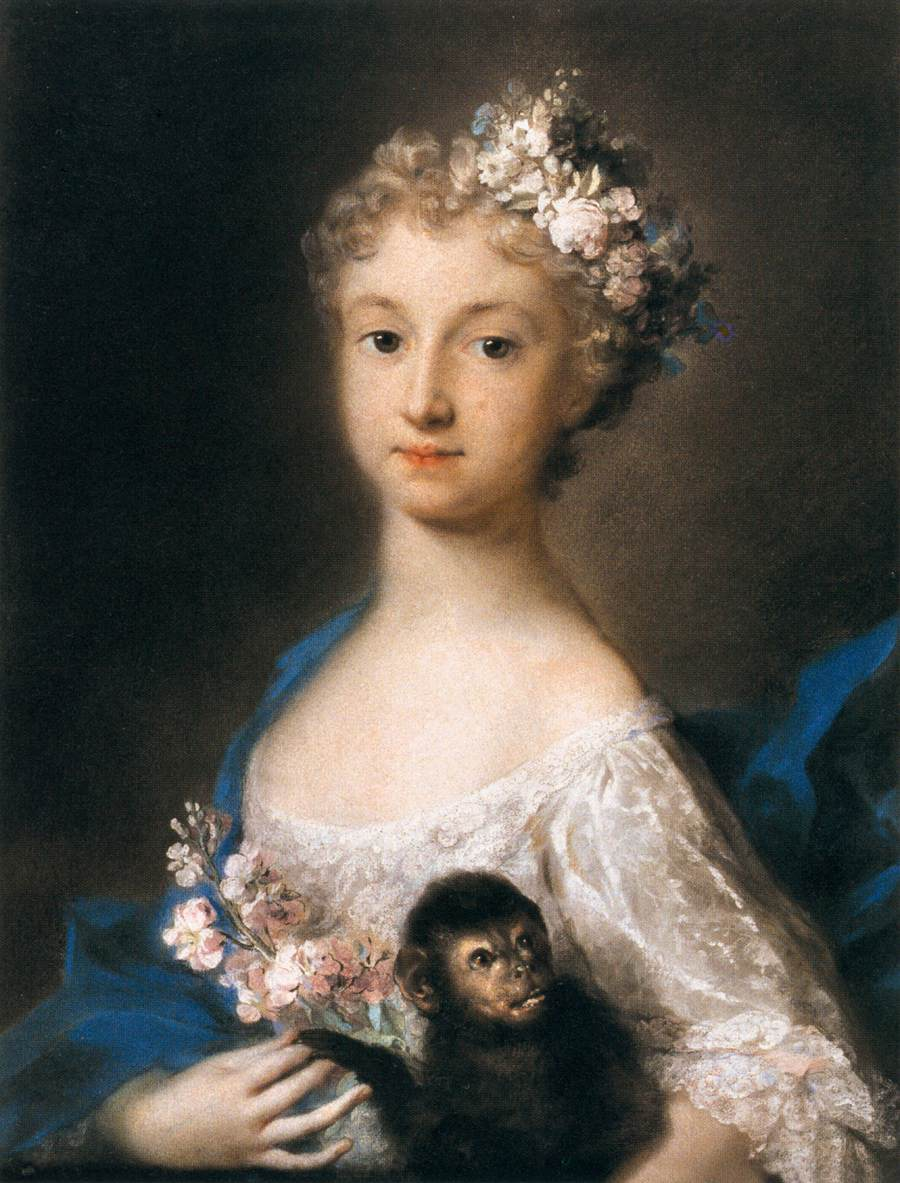
Giovane ragazza con scimmia
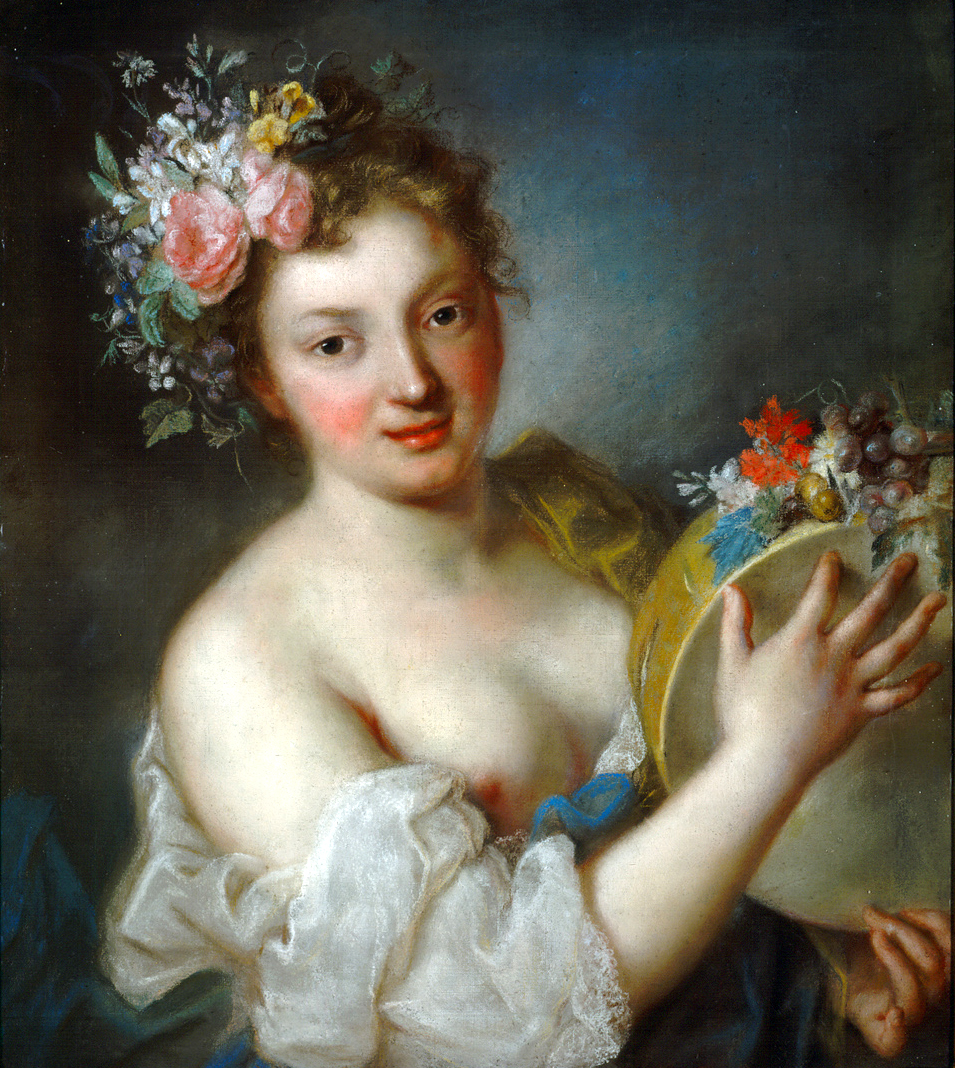
Allegoria della musica
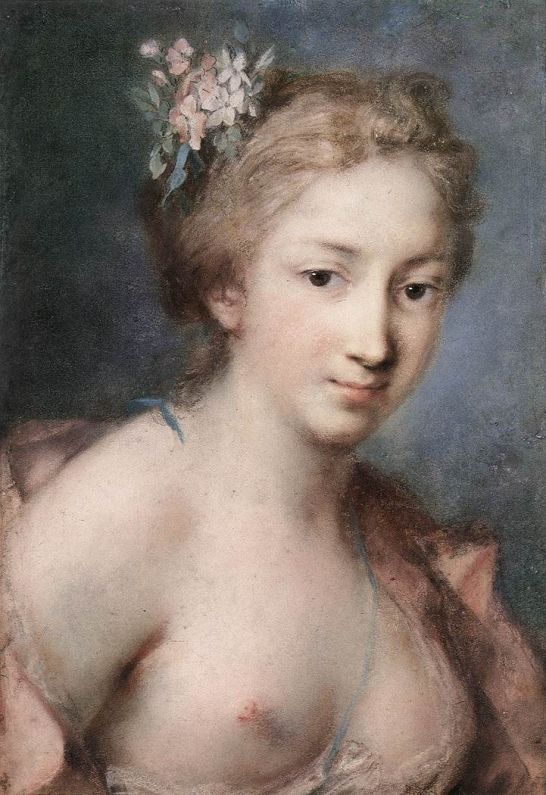
Flora (1730)
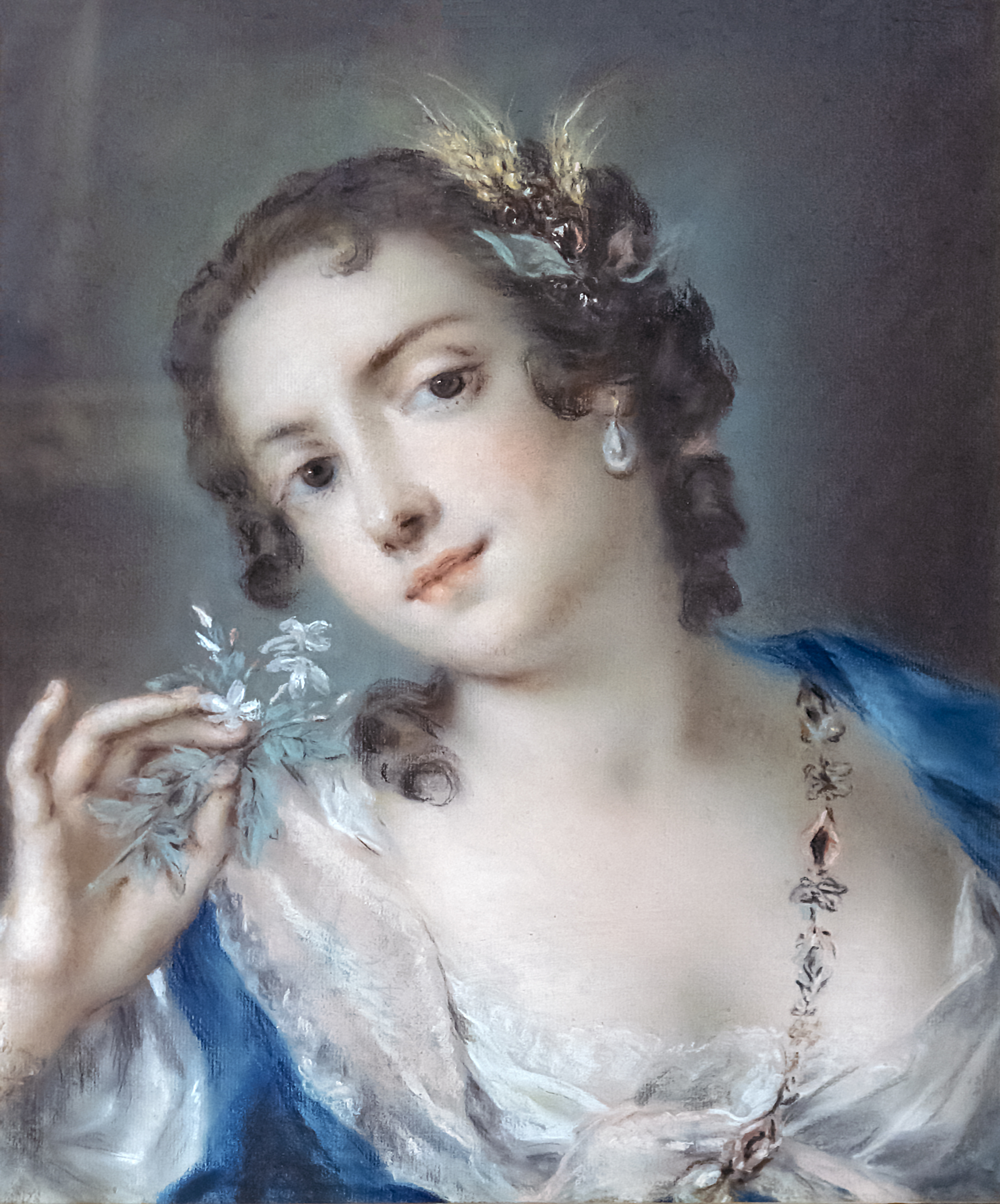
Estate
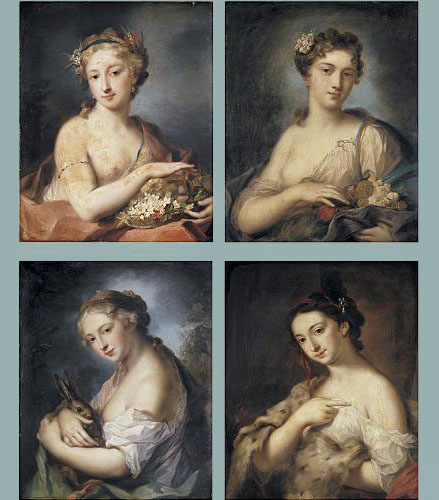
Quattro stagioni
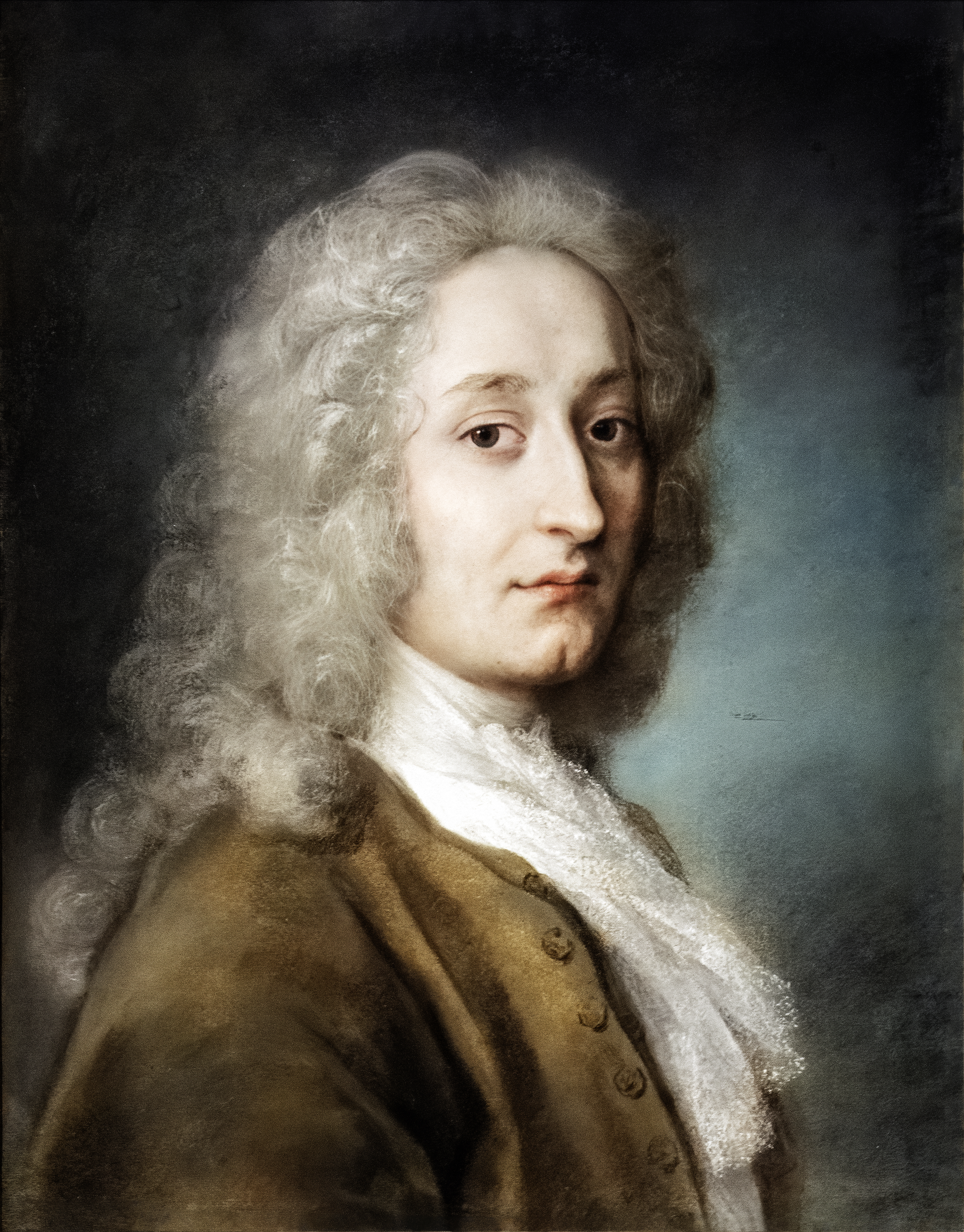
Antoine Watteau
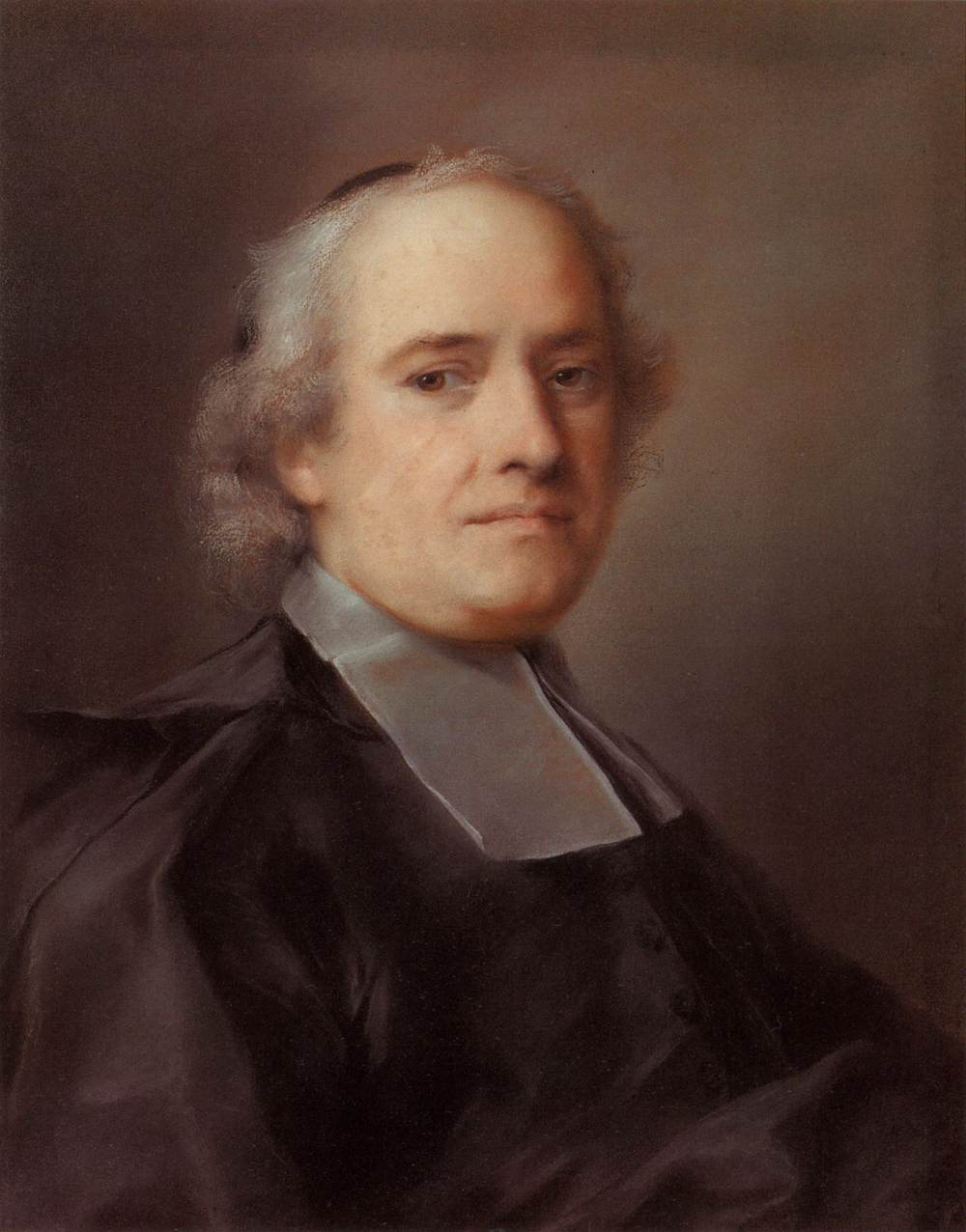
Console francese Le Blond
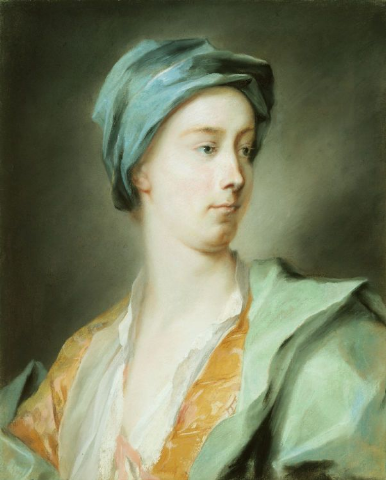
Philip Wharton, I° duca di Wharton
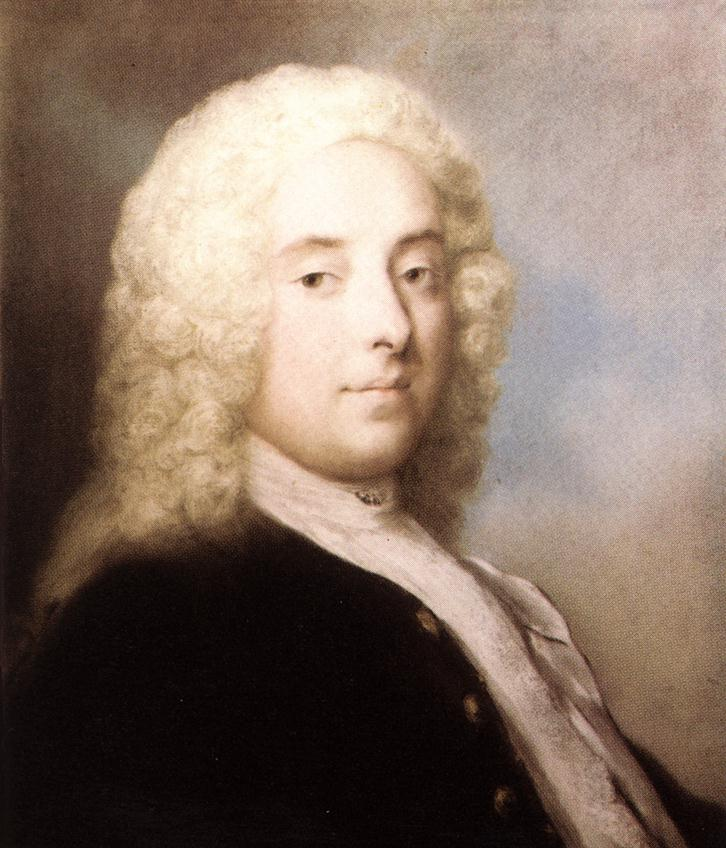
Giovane cavaliere
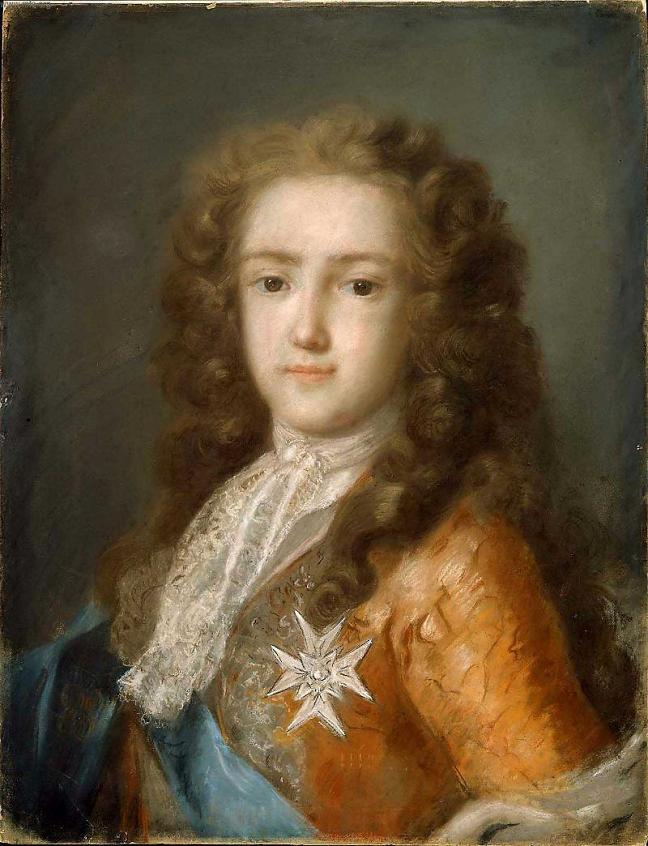
Luigi XV di Francia
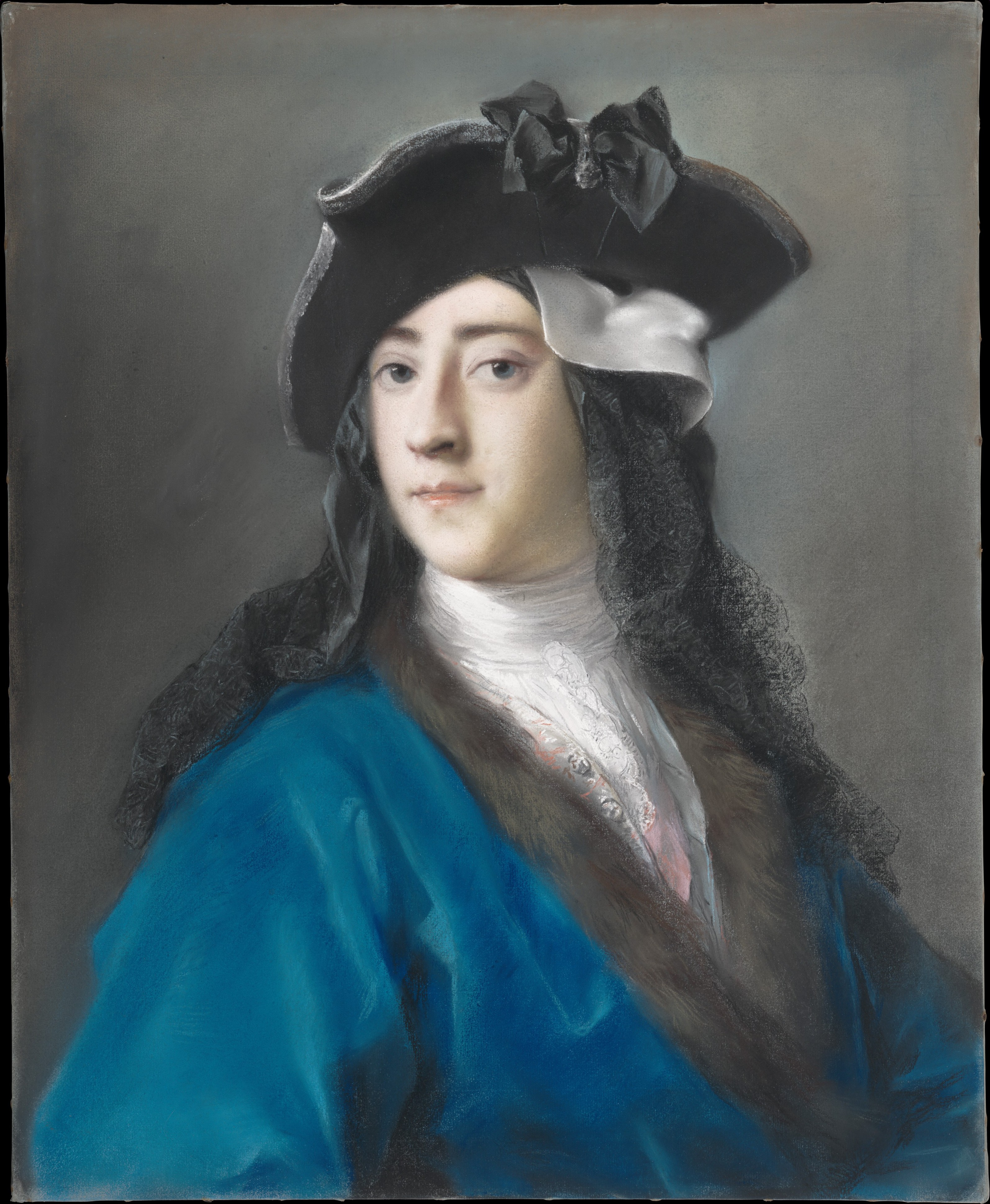
Gustavus Hamilton, II° visconte di Boyne
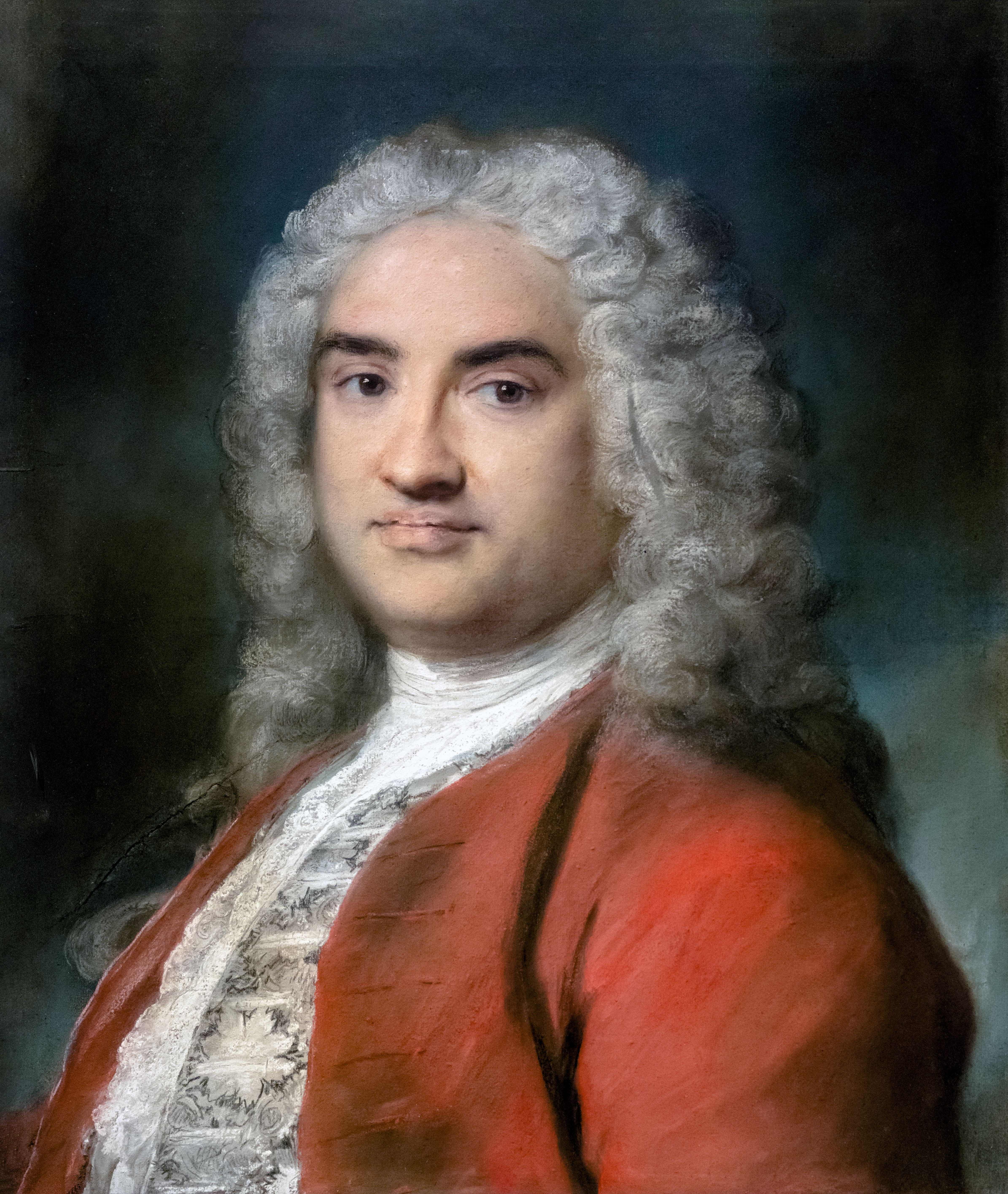
Gentiluomo in rosso
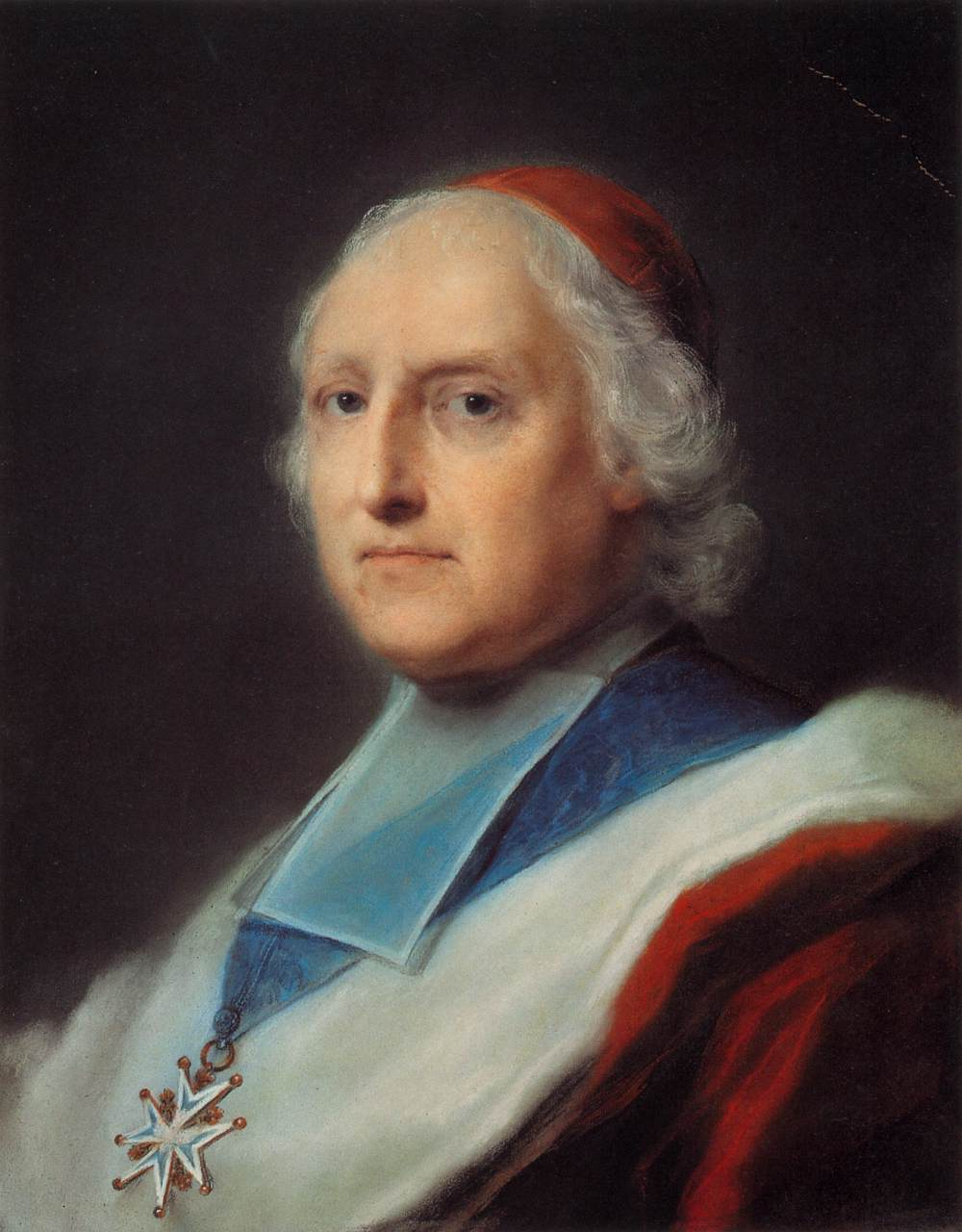
Cardinale Melchior de Polignac